# Station Toruń Główny
Station Toruń Główny is een spoorwegstation in de Poolse plaats Toruń.